# Desierto de Bolarque
El Desierto de Bolarque es un paraje y conjunto monasterial en ruinas situado cerca de Sayatón, aunque en el término municipal de Pastrana, en La Alcarria de la provincia de Guadalajara (España). Está en un lugar abrupto de la sierra de Altomira, en la orilla derecha del Tajo, en el pantano de Bolarque. Se componía de un eremitorio y un monasterio de los carmelitas descalzos.

## Historia
Es paraje muy arbolado, remoto y casi inaccesible. Allí se establecieron tres frailes carmelitas que construyeron las primeras ermitas con piedras y ramas el 17 de agosto de 1592. El Desierto de Bolarque empezó a ser conocido como lugar de retiro y ya entrado el siglo XVII se levantó un convento carmelita de mayor capacidad, con capilla, claustro, celdas, refectorio y biblioteca. A sus alrededores se fueron agregando ermitas, de manera que allí existen actualmente los restos más o menos conservados de más de treinta donde iban a retirarse los religiosos para meditar, como una pequeña Tebaida en tierra castellana. 
Sobre el lugar escribió fray Diego de Jesús María su Desierto de Bolarque, yermo de carmelitas descalzos, y descripción de los demás Desiertos de la Reforma.

## Accesos
Para llegar al Desierto es lo mejor adentrarse por la finca privada de La Pinada y por un camino hasta el barranco del Rubial para seguir por la antigua senda de los frailes. Aunque el mejor acceso es por barca a través de las aguas del pantano de Bolarque. 

## Ermitas
- 1.-Ermita de la Virgen del Carmen, hacia las veces de portería y estaba situada junto al río. Fue patrocinada por Ana Félix de Guzmán, marquesa de Camarasa.
- 2.-Ermita de los Apóstoles San Pedro y San Pablo, situada a continuación en la subida. Sufragada por don Diego Daza.
- 3.- Ermita de San Hilarión, situada más adelante. Fundada por don Fernando de Espejo.
- 4.-Ermita de Santa Teresa, muy cercana a la anterior. Era fundación de Frey Martín Martínez.
- 5.-Ermita de San Elías, situada junto a la senda que subía al convento. Patrocinada por la duquesa de Feria.
- 6.-Ermita de San Francisco y Santa María Egipciaca, se encontraba muy cercana al convento. Dotada por don Francisco de Contreras.
- 7.-Ermita de Santa Catalina, también muy cercana al convento. Fundada por Jorge Manrique.
- 8.-Ermita de San José, se alzaba hacia el norte. Fundada por Pablo González.
- 9.-Ermita de San Juan Evangelista, estaba muy alejada del propio convento. Patronato de los duques del Infantado.
- 10.- Ermita del Arzobispo San Ildefonso, situada junto a una arboleda. Sufragada por la condesa de Cifuentes, el conde de Puñonrostro y doña Mayor Méndez.
- 11.-Ermita de la Magdalena, construida sobre un subterráneo. Patrocinada por los duques de Medinaceli.
- 12.-Ermita del Nacimiento, ubicada en el camino que baja al río. Costeada por doña María de Granada.
- 13.-Ermita de San Juan Bautista, era la más pobre de todas. Construida por los frailes y costeada después por el Almirante de Castilla, la condesa de Lemos y doña María Fajardo.
- 14.-Ermita de San Francisco Javier. Dotada por los duques del Infantado.
- 15.-Ermita de Jesús Nazareno, situada en la Sala Capitular. Fundada por la marquesa de Palacios.
- 16.-Oratorio de San Francisco. Fundada por el marqués de Valpardo.
- 17.-Ermita del Santísimo Cristo Misericordia. Fundada por don Francisco y don Gaspar Coronel.
- 18.-Ermita de Santa Ana y oratorio de San Gregorio. Erigida por la comunidad Carmelita.
- 19 y 20.-Ermitas de San Antonio Abad (dos ermitas con el mismo nombre, una patrocinada por el marqués de Balbueno y la otra por la marquesa de Estepa)
- 21.-Ermita de Santa Bárbara. Fundación del duque de Abrantes.
- 22.- Ermita de Santo Tomás de Aquino. Levantada por los frailes.
- 23.-Oratorio de San Joaquín. Fundado a costa de don Manuel Rafael Delgado.
- 24.-Ermita de San Juan de la Cruz. Fundada por el marqués de Campo Florido.
- 25.-Oratorio de San Joaquín y San José. Sufragado por la duquesa de San Esteban.
- 26.-Ermita de Nuestra Señora de las Angustias. Fundada por la condesa de Luna.
- 27.-Ermita de la Portería, de la Portería
- 28.-Ermita y humilladero del Santísimo. Fundada por la duquesa de los Arcos.
- 29.-Ermita de San Ildefonso (también repite nombre). Levantada por don Miguel Venia.
- 30.-Ermita de Santa María del Monte Carmelo. Fundada por don Gabriel de Silva, obispo de Málaga.
- 31.-Ermita de la Purísima Concepción. Perteneciente a los duques del Infantado.
- 32.-Ermita u oratorio de San Rafael. Costeado por la comunidad Carmelita.

Otras ermitas cercanas son la de San Roque, en Sayatón, y la de la Virgen de la Soledad en Salto de Bolarque.